# Opaskovci
Opaskovci (Clitellata) jsou jedním z podkmenů kroužkovců. Jsou živočichy půdními a sladkovodními, dýchají celým povrchem těla. Nevytvářejí parapodia ani žábry. V přední třetině těla jsou velmi zduřelé články s kožními žlázami nazývaný opasek (clitellum). Výměšky těchto žláz umožňují přenos spermií a vytváří obal kolem nakladených vajíček, ten se nazývá kokon. Vývoj je přímý a zástupci jsou hermafrodité.

## Taxonomie
Tradiční členění opaskovců na dvě třídy, tedy:
- Podkmen: Opaskovci (Clitellata)
  - Třída: Máloštětinatci (Oligochaeta)
  - Třída: Pijavice (Hirudinea)

se podle nových molekulárně biologických analýz ukázalo jako překonané. Skupina Hirudinea a některé další samostatně vyčleňované skupiny jako Branchiobdellida a Acanthobdella, se ukázaly být součástí máloštětinatců. Máloštětinatce lze proto považovat za synonymum opaskovců.